# Кодиференціал (диференціальна геометрія)
Кодиференціалом відображення {\displaystyle \varphi :M\to N} між диференційовними многовидами називають відображення {\displaystyle \varphi ^{*}:T^{*}N\to T^{*}M}, що визначається формулою {\displaystyle (\varphi ^{*}\omega )(X)=\omega (\varphi _{*}X)}. Це відображення у один раз менш гладке ніж вихідне відображення {\displaystyle \varphi }.